# La Tramontane
La Tramontane est une course cycliste française disputée en début de saison autour de Saint-Féliu-d'Amont, dans le département des Pyrénées-Orientales. Créée en 1980, elle fait partie d'une série de courses organisées par Courses au Soleil. 
La compétition disparaît en 2015, tout comme l'ensemble des épreuves de l'organisation.

## Palmarès
| Année | Vainqueur            | Deuxième                  | Troisième              |
| ----- | -------------------- | ------------------------- | ---------------------- |
| 1980  | Christian Gibelin    | Bernard Huot              | Michel Duffour         |
| 1981  | Henri Bonnand        | Christian Gibelin         | Claude Bonal           |
| 1982  | Venancio Teran       | Michel Sacaze             | Pascal Rouquette       |
| 1983  | Pascal Rouquette     | Roger Branin              | Patrick Sarniguet      |
| 1984  | Jean-Marc Manfrin    | Kosé Sole                 | Serge Polloni          |
| 1985  | Michel Duffour       | Christian Chaubet         | Pascal Mosciatti       |
| 1986  | Laurent Pillon       | Roberto Vinegia           | Egbert Schmidt         |
| 1987  | Alain Deloeuil       | Jean-François Laffillé    | Claude Carlin          |
| 1988  | Jean-Yann Daireaux   | Laurent Pillon            | Vincent Lacressonnière |
| 1989  | Laurent Pieri        | Bertrand Zielonka         | Andrzej Pozak          |
| 1990  | Thierry Gouvenou     | Patrick Billet            | Willy Wojtinek         |
| 1991  | Lars Michaelsen      | David Derique             | Laurent Desbiens       |
| 1992  | Lars Michaelsen      | Régis Simon               | Bruno Thibout          |
| 1993  | Gilles Maignan       | Frédéric Pontier          | David Derique          |
| 1994  | Anthony Rokia        | Dominique Bozzi           | Jean-Louis Harel       |
| 1995  | Grégory Barbier      | David Gautier             | Samuel Pelcat          |
| 1996  | Arnaud Auguste       | Jean-Claude Thilloy       | Cyril Dessel           |
| 1997  | Cyril Dessel         | Franck Hérembourg         | Éric Beauné            |
| 1998  | Christophe Berthier  | Pierre Painaud            | Arnaud Auguste         |
| 1999  | Médéric Clain        | Régis Balandraud          | Dany López             |
| 2000  | Carlo Meneghetti     | Olivier Grammaire         | Éric Leblacher         |
| 2001  | Jérémie Dérangère    | Christophe Thébault       | Jérôme Gannat          |
| 2002  | Sébastien Guérard    | Antoine Nys               | Carlo Meneghetti       |
| 2003  | Giancarlo Checchin   | Nicolas Dumont            | Fabio Borghesi         |
| 2004  | Samuel Rouyer        | Antonio Miguel Parra (es) | Saïd Haddou            |
| 2005  | Vincent Templier     | Cédric Barre              | Mickaël Leveau         |
| 2006  | Sébastien Harbonnier | Vincent Cantero           | Steven Tronet          |
| 2007  | Jérémie Dérangère    | Romain Lebreton           | Tomasz Smoleń          |
| 2008  | Sébastien Grédy      | Thomas Bouteille          | Jean-Lou Paiani        |
| 2009  | Jérémie Dérangère    | Thomas Bouteille          | Mathieu Simon          |
| 2010  | Christophe Goutille  | Ramūnas Navardauskas      | Jérémie Dérangère      |
| 2011  | Arnaud Démare        | Julien Gonnet             | Alo Jakin              |
| 2012  | Jimmy Turgis         | Alexandre Defretin        | Benoît Daeninck        |
| 2013  | Mathieu Teychenne    | Rudy Barbier              | Antoine Gorichon       |
| 2014, | Alexandre Delétang   | Marc Sarreau              | Mathieu Teychenne      |